# Růže vždyzelená

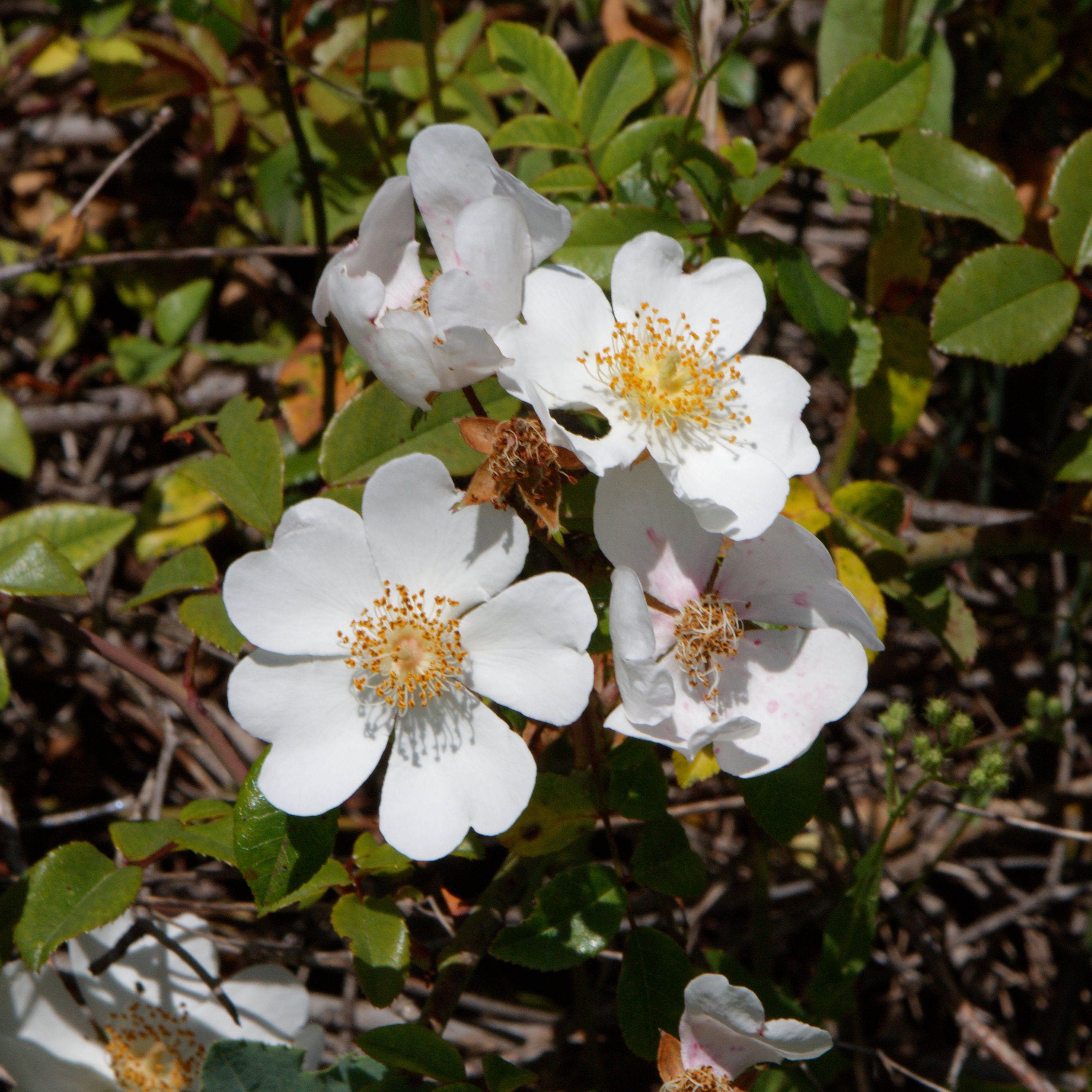
Květy

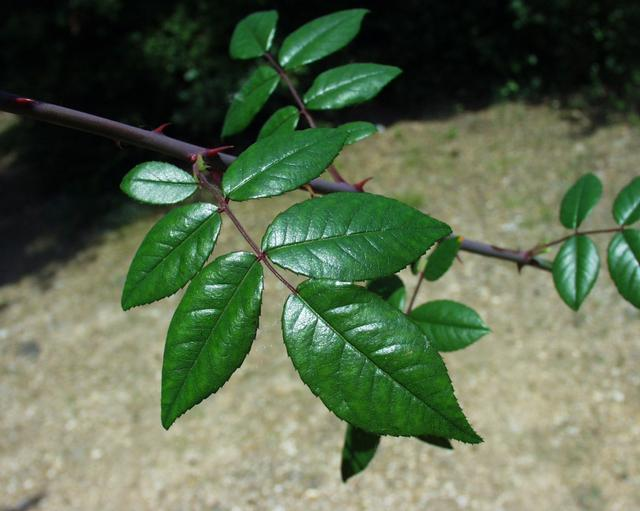
List

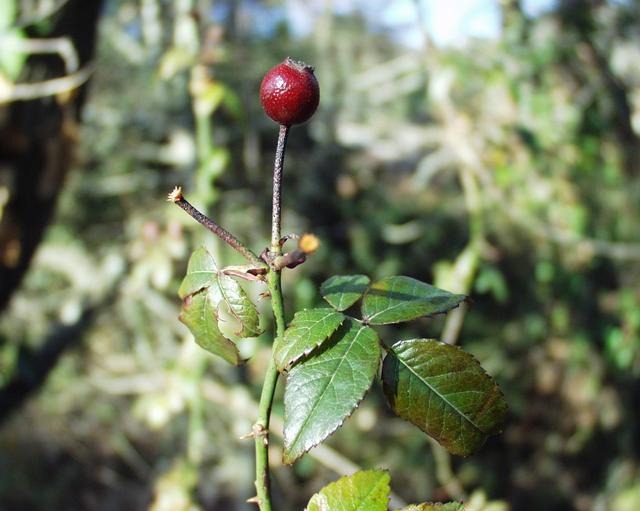
Šípek

Růže vždyzelená (Rosa sempervirens) je stálezelený nebo poloopadavý keř s plazivými či popínavými ostnitými lodyhami dlouhými 3 až 5 m. V květnu až červenci kvete vonnými, bílými květy, ze kterých se do podzimu vyvinou červenooranžové šípky.

## Rozšíření
Je mediteránní rostlina pocházející z jižní Evropy a na ní navazující jihozápadní Asie. Původním druhem je i v severozápadních, ke Středozemnímu moři přiléhajících oblastí Afriky. Ve střední Evropě se v přírodě téměř nevyskytuje, špatně zde přečkává tuhé mrazivé zimy.

## Ekologie
Růže vždyzelená je v Evropě známa již poměrně dlouho, od počátku 17. století se například v Anglii pěstovala jako oblíbená pnoucí nebo půdopokryvná rostlina. Později se stala populární hlavně ve Francii, kde se mimo hojného vysazování ve šlechtických okrasných zahradách využívala také pro šlechtění nových, líbivějších a odolnějších kultivarů či hybridů. Počátkem 19. století, v době krále Ludvíka Filipa Orleánského, z ní tehdejší zahradník Henri Antoine Jacques vyšlechtil asi čtyřicet kultivarů pnoucích růží a některé se pro vynikající vlastnosti pěstují doposud.
Nejlépe roste na plném slunci, teplém stanovišti s propustnou půdou a v místech, kde má průběžně dostatek vláhy. Obvykle se vyskytuje na místech typově blízkých zelené středozemní makchii, na jednom z častých vegetačních typů středomořské oblasti. Bývá součásti křovinné vegetace obsazující vymýcené, původně zalesněné pozemky. Je tolerantní k chemickým vlastnostem substrátu, stejně dobře snáší kyselé, zásadité a na živiny chudé půdy. V okolí lidských obydlí často samovolně vyrůstá nedaleko bývalých okrasných zahrad, okolo polních cest nebo na náspech podél silnic či železničních tratí. V teplých středomořských oblastech se běžně vyskytuje do nadmořské výšky okolo 200 m n. m., jen ojediněle bývá ke spatření až ve 700 m.

## Popis
Vytrvalá, relativně dlouhověká, stálezelená rostlina s hluboko sahajícím kořenem, který dokáže zajistit dostatek vláhy a stabilizovat rostlinu i v kamenitém terénu. Dřevina obvykle vytváří vzpřímeně rostoucí a na konci převisající keř, jenž bývá vysoký okolo 2 m. Popínavá forma má šlahouny dlouhé k 5 m, které se při vzpřímeném růstu opírají o pevnou podporu, pro přichycení přitom využívají svých ostnů. Lodyhy jsou tenké, pružné, zelené nebo načervenalé a řídce porostlé mírně zakřivenými, u báze zploštělými ostny dlouhými asi 0,5 cm, jež vyrůstají obvykle v párech u palistů.
Listy s řapíky rostou na lodyze střídavě, jsou tuhé, kožovité a vždy sudozpeřené. Převážně jsou pětičetné, ojediněle sedmičetné a nejhořejší někdy bývají tříčetné. Jejich oválné až oválně kopinaté lístky mají čepele dlouhé od 2,5 do 6 cm a široké 1,5 až 3,5 cm, na vrcholu jsou zašpičatělé a po obvodě slabě zoubkované. Jsou oboustranně lesklé, na líci bývají tmavěji zelené než na rubu a terminální lístek je větší ostatních. Palisty o délce asi 1 cm jsou dlouze vytrvalé a do poloviny srůstají s řapíkem.
Květy jsou bílé, vonné, oboupohlavné, pětičetné a bývají velké až 5 cm, před rozvitím vyrůstají z malých vejčitých poupat jednotlivě nebo až po sedmi v chocholičnatých latách. Pravidelný květ má kulovitou češuli, žláznatě srstnatou stopku a listen kratší než stopka. Kališní lístky dlouhé od 4 po 15 mm a široké 3 až 5 mm jsou vytrvalé, vejčité, na vrcholu zašpičatělé, celokrajné a vespod žláznaté. Korunní lístky široké 15 až 30 mm jsou bílé, miskovitě rozložené a na vrcholu mělce dvoulaločné. Květ vznikl z patnácti až dvaceti plodolistů, jeho semeník je chlupatý, zlatožlutých tyčinek nesoucí prašníky s pylem bývá mnoho a početné čnělky s bliznami jsou srostlé do sloupku. Květy lákají pylem a nektarem hmyzí opylovače, kteří obstarávají přenos pylu z prašníků na blizny; oboje z květů vyčnívají.
Kulovitý až vejčitý šípek, chybně považovaný za plod, je morfologicky souplodí vytvořené srůstem květních orgánů. Lesklý, oranžově červený šípek bývá velký okolo 1 až 1,5 cm, jeho povrch je žláznatý, není dužnatý a obsahuje několik chlupatých nažek (semen). Na temeni má límeček, po jehož obvodu jsou pozůstatky vytrvalých kališních lístků a ve středu je ústí, otvor, kterým prorostly tyčinky a čnělky.
Růže vždyzelená se v přírodě šíří hlavně semeny, která roznášejí ptáci konzumující zralé šípky, nebo je spláchne povrchová voda. Keř se po stanovišti rozšiřuje rozrůstáním kořenů i případným kořeněním svých poléhavých větví. Dřevinu lze také uměle rozmnožit čerstvě dřevnatými řízky ve vlhkém substrátu.

## Význam
V současnosti se čistý, původní druh růže vždyzelené vysazuje jen málo, z něj vyšlechtěné kultivary a hybridy jsou vůči nepříznivým přírodním podmínkám odolnější a déle i hezčeji kvetou. Pěstuje se většinou v zahradnictvích, která se dále zabývají šlechtěním nových výpěstků. Ve středomořských oblastech bývá tento nenáročný a nemocemi téměř netrpící druh růže vysazován k dlouhodobému ozelenění zdí nebo zakrytí nevzhledných zákoutí i jako půdokryvná dřevina. Někdy tato vytrvalá rostlina samovolně vyrůstá na neobhospodařovaných, většinou kamenitých pozemcích. Obvykle se tam dostala ptačím příčiněním z provozované, nebo lidským zaviněním  zrušené zahrady.

## Galerie
Stále pěstované kultivary růže vždyzelené vyšlechtěné v prvé polovině 19. století:

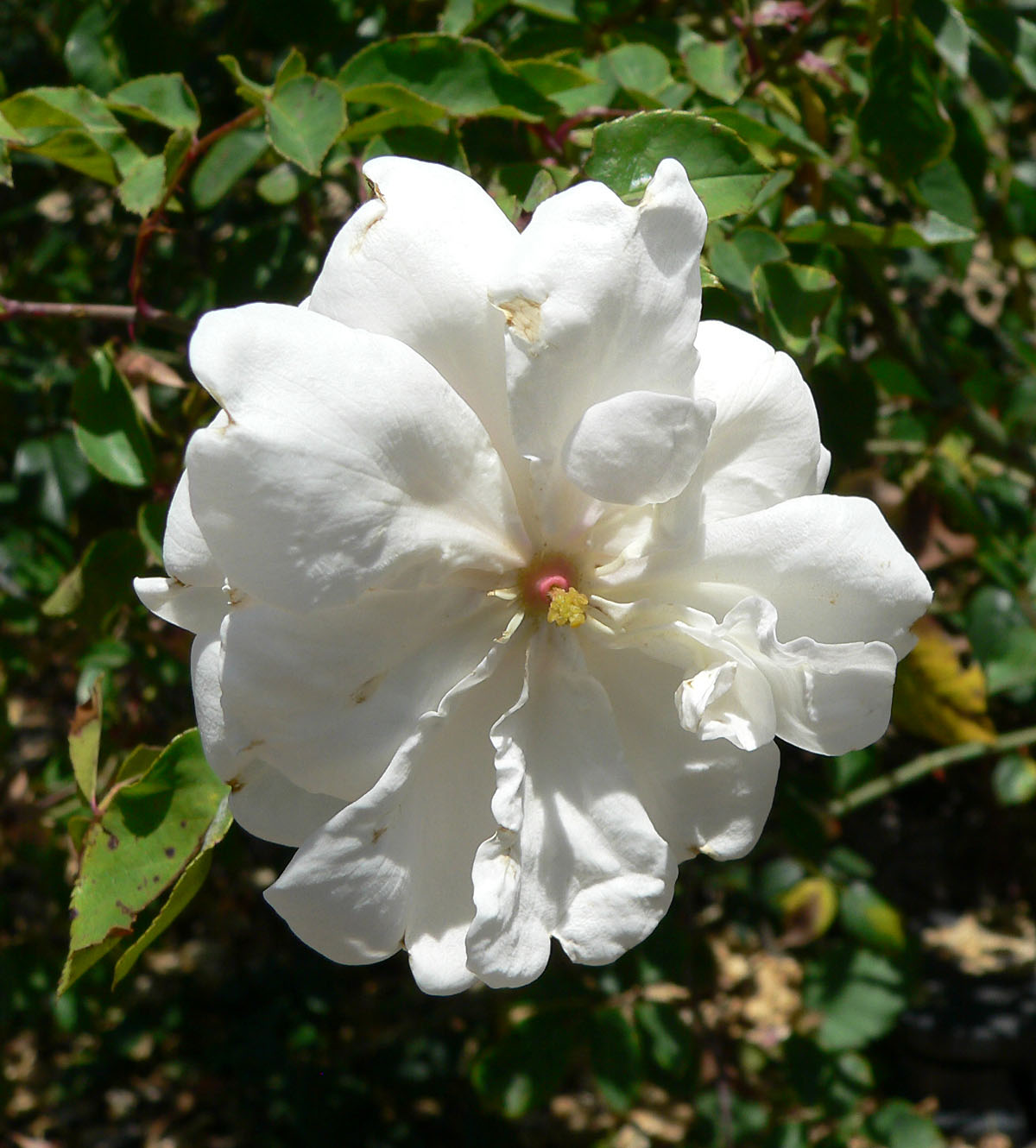
'Adelaide dOrleans'
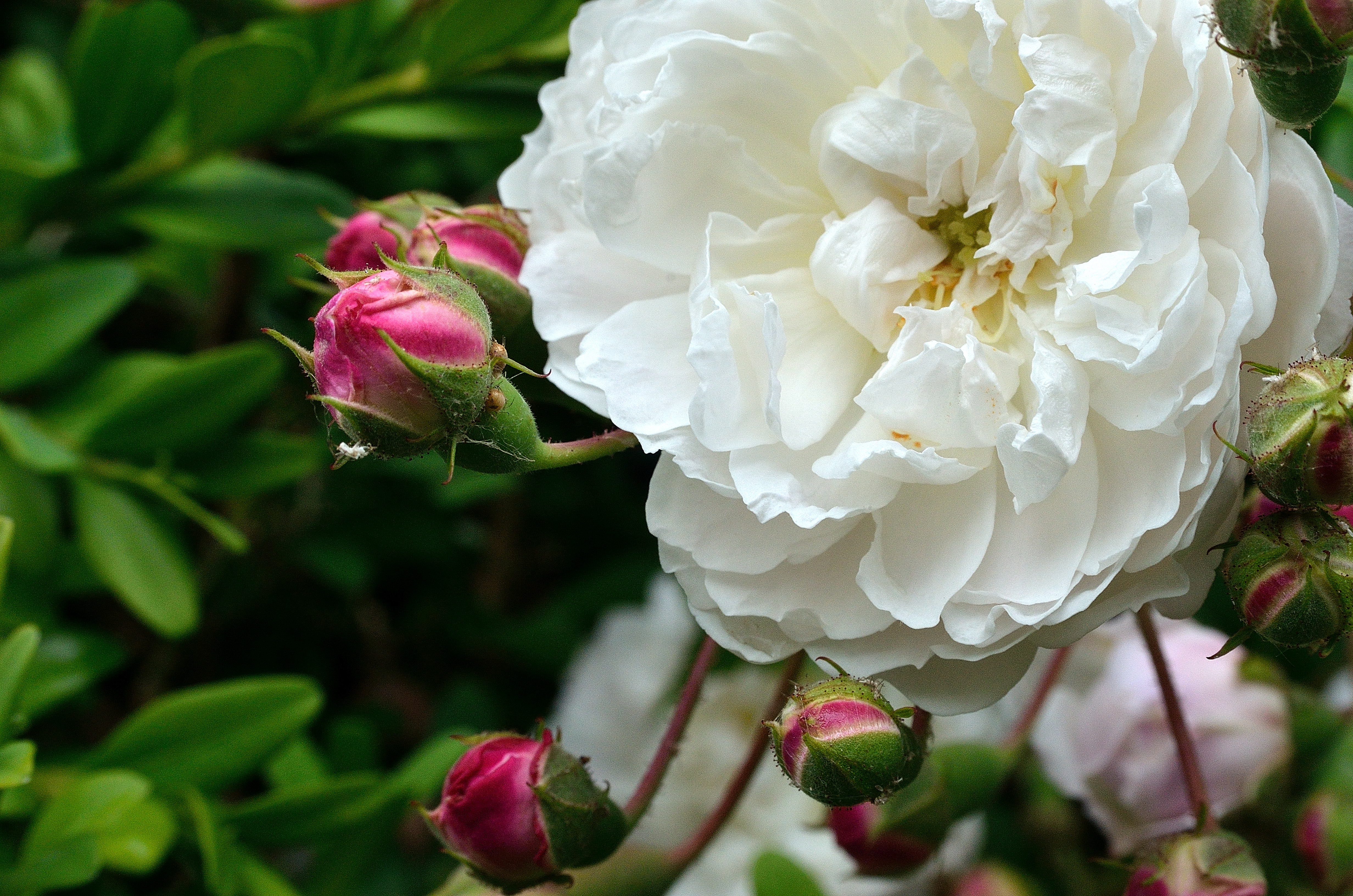
'Felicitie et perpetue'
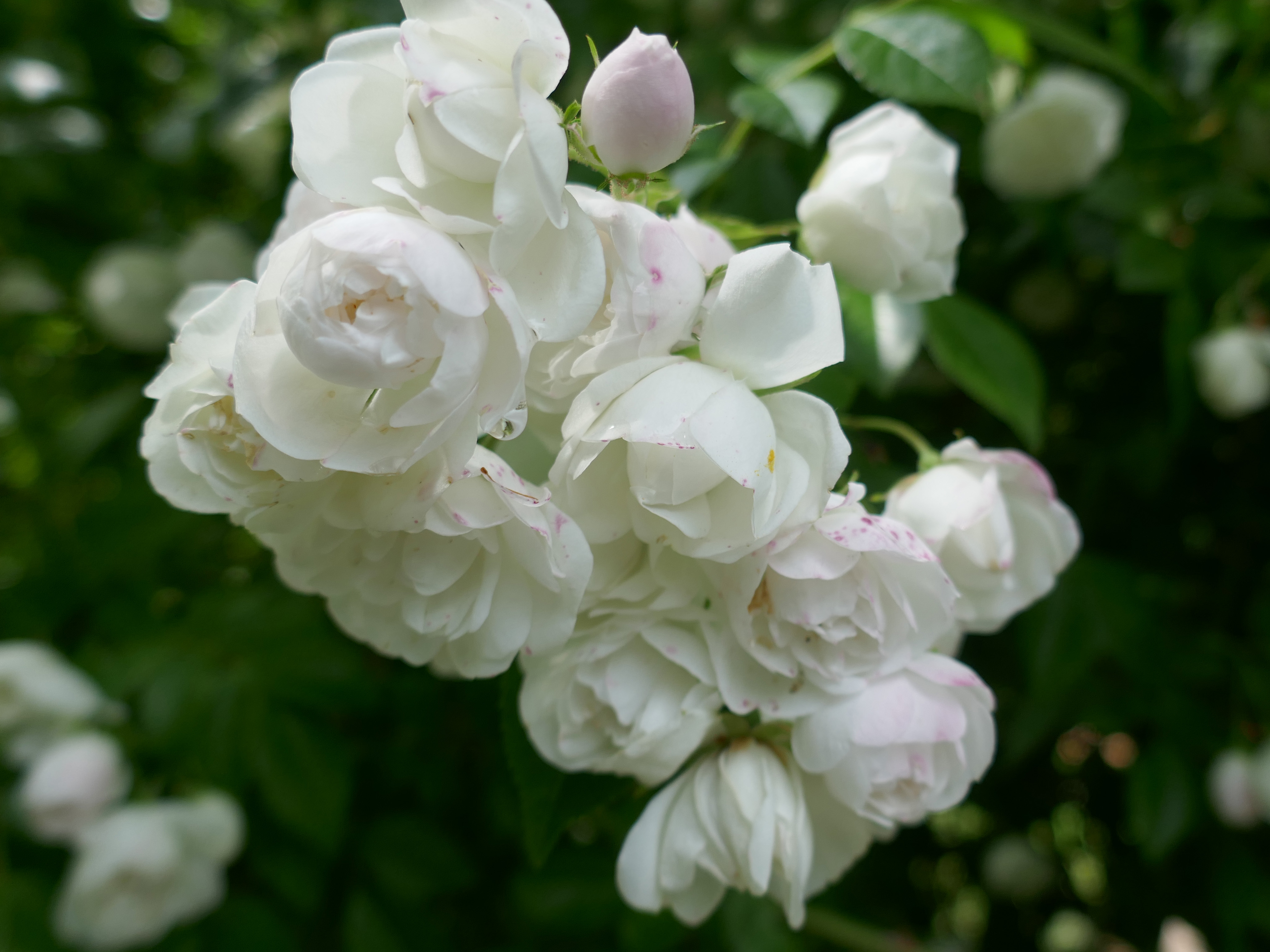
'Princesse Louise'
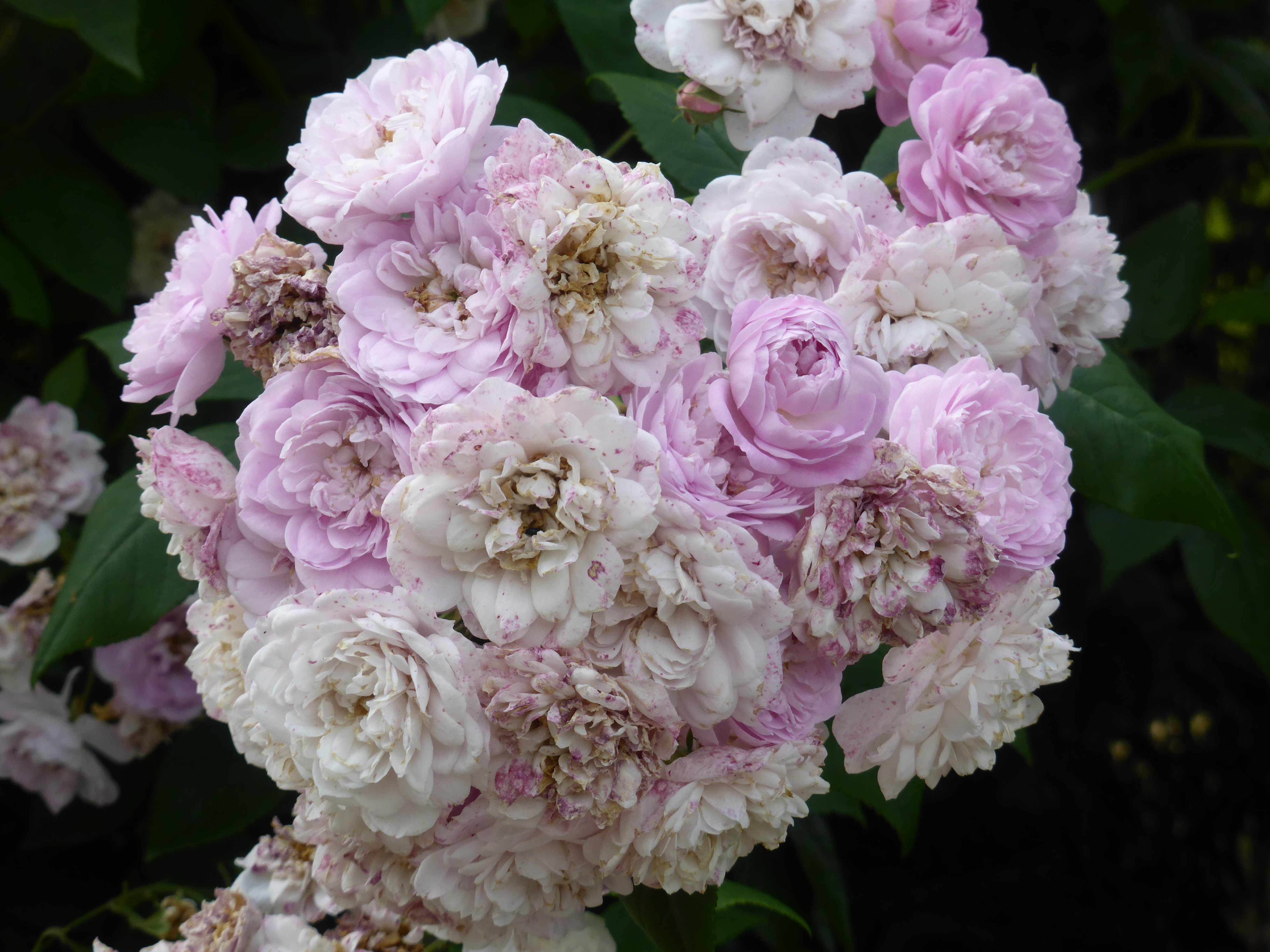
'Laure Davoust'